# Andrés Redondo Ortega
Andrés Redondo Ortega (Quintanilla de Abajo, 1901-San Sebastián, 9 de febrero de 1964) fue un político y banquero español. Tras la muerte de su hermano Onésimo Redondo, fue aclamado como jefe de la Falange en Castilla la Vieja y León, haciéndose cargo de la represión de los militantes de la izquierda en Valladolid y su provincia. Sobre la muerte de su hermano dijo por la radio: «Todos los falangistas han jurado vengarla».

## Biografía
Hermano mayor de Onésimo Redondo, al que le unió una profunda amistad y del cual ejerció como protector en sus primeros años, era empleado de banca de profesión, y en sus primeros años llegó a director de la delegación vallisoletana del Banco Hispano Americano.
En su juventud fue miembro de la Asociación Católica Nacional de Propagandistas (ACNdP) y posteriormente, junto a su hermano Onésimo, fundaría las Juntas Castellanas de Actuación Hispánica (JCAH) en 1931. Llegó a colaborar económicamente con el semanario Igualdad, editado durante el exilio de su hermano en Portugal.
A pesar de que antes de la Guerra Civil no había militado en Falange, el estallido de la contienda y la muerte de su hermano cambiaron radicalmente esta situación. Durante el entierro de Onésimo fue aclamado por los falangistas como jefe provincial de la Falange en Valladolid, cargo que acabaría asumiendo de hecho. También heredó de su hermano la jefatura territorial de Falange en Castilla La Vieja. Bajo su mandato la Falange vallisoletana practicó una gran violencia y represión contra los elementos locales republicanos. Hombre ambicioso, llegó a disponer de un gran poder autónomo en su feudo territorial. Pronto esta autonomía le hizo entrar en conflicto con otros poderes de la Falange. Enfrentado a la facción disidente de Valladolid —liderada por los falangistas radicales José Antonio Girón de Velasco y Luis González Vicén—, Redondo acudió ante Manuel Hedilla; sin embargo, tras una tensa discusión con Hedilla, fue destituido de su puesto y sustituido por Dionisio Ridruejo.
Retirado de la política, posteriormente trabajó para el Banco de San Sebastián. Falleció en esta ciudad en 1964.